# Giovanni Tommasi Ferroni
Giovanni Tommasi Ferroni né Rome le 12 novembre 1967, est un peintre italien contemporain se réclamant du Réalisme magique et de l'Art fantastique.

## Biographie
Giovanni Tommasi Ferroni est issu d'une famille dont l'origine artistique remonte à la fin du XVIIe siècle. En effet, son grand-père Leone Tommasi comme son oncle Marcello étaient des sculpteurs, son père Riccardo et sa sœur Elena, des peintres.
Sa carrière en tant que peintre débute 1986, en travaillant dans l'atelier de son père tout en étudiant la  Letterature et Histoire de l'Art à l'Universite de Rome « La Sapienza ».
En 1991 il tient sa première exposition personnelle à Rome et participe à le Foire internazionale d’art de Chicago. 
En 1995 il participe à l'exposition Un sogno che cambia il mondo (« un rêve qui change le monde » ) organisée par la présidence du Conseil des Ministres. Il expose régulièrement aux galeries Steltman, à Amsterdam et New York (1996-2007).
En 1999 une monographie lui est consacrée par le critique d'art Donald Kuspit (en).

## Expositions
- 1989 Galleria AMG, Alassio.
- 1991 Galleria Il Gabbiano, Rome.
- 1995 Galleria L´Indicatore, Rome.
- 1997 Group exhibition European Figurative Art Steltman Galleries, Amsterdam ; Steltman Galleries, Amsterdam ; Galleria Il Gabbiano, Rome.
- 1998 Steltman Galleries, New York ; Steltman Galleries, Amsterdam.
- 2000 Steltman Galleries, Amsterdam.
- 2002 Museo Sandro Parmeggiani, Ferrare ; 2002 Steltman Galleries, Amsterdam.
- 2003 Steltman Galleries, Amsterdam.
- 2004 Galleria Il Tempietto, Brindisi.
- 2005 Steltman Galleries, Amsterdam.
- 2006 février - mars, Jan van der Togt Museum, Amstelveen ; 2006 avril, Gallery Davico, Turin.
- 2007 Museo Sandro Parmeggiani, Ferrare ; Tekne. Milan ; Palazzo Antinori 'Per ... Bacco', Florence ; août, Museo di Bou Tou, Chine ; Steltman Galleries, Amsterdam.
- 2008 Olimpic Fine Arts. Pechin.
- 2009 Ex convitto Palmieri. Lecce.
- 2011 Biennale di Venise ; Selective Art, Paris[3] ; Palazzo Bontadosi, Montefalco
- 2012 Morren Galleries, Amsterdam ; Museo civico, Montefalco ; Lotus Art Gallery, Bangkok
- 2013 Morren Galleries - Utrecht.

## Œuvres
- Il terzo figlio di Medusa (2009)
- Autoritratto con fiore d’eringio (2004)
- Pantomima della Medusa
- Autoritratto rosso / Red Self Portrait
- Pantomima della Medusa
- Variazione sul tema di Cimosco
- Perseo / Perseus
- Carine come Margherita Ribera
- Antiope (2009)
- Aurora Boreale su Roma  (2011)
- Visione Barocca  (2010)
- Tempesta mistica su Santa Maria di Loreto (2011)
- Autoapoteosi alla veneziana (2011)
- Trilogia di Antiope (2013)